# Авалос, Габриэль
Габриэ́ль А́валос Стумпфс (исп. Gabriel Ávalos Stumpfs; род. 12 октября 1990, Эделира, Итапуа) — парагвайский футболист, нападающий клуба «Архентинос Хуниорс» и сборной Парагвая.

## Клубная карьера
Габриэль Авалос родился 12 октября 1990 года в городе Эделира, примерно в 500 километрах от города Асунсьон. В 2006 году начал заниматься футболом в команде «Либертада» до 20 лет, после чего перешёл в «Атлетико Тембетари». В 2008 году переехал в Аргентину, где выступал за клубы «Дефенсорес де Камбасерес», «Тигре» и «Химнасия и Эсгрима» (Ла-Плата). В 2012 году вернулся в Парагвай, где выступал за клубы высшего дивизиона «Индепендьенте» (Асунсьон) и «Хенераль Диас».
В 2013 году перешёл в чилийский «Депортес Консепсьон» из Примеры B, а в 2014 году стал игроком аргентинского клуба «Крусеро-дель-Норте». В первом сезоне за клуб он забил 5 голов и помог ему впервые в истории выйти в высший дивизион страны, однако в следующем сезоне клуб не сумел закрепиться в чемпионате, заняв последнее место. 28 июля 2016 года перешёл в уругвайский клуб «Пеньяроль». Бывший клуб Авалоса подал жалобу на парагвайского форварда, утверждая, что тот получил предоплату в 150 тысяч долларов за продление контракта и исчез, позже подписав контракт с другим клубом. Проблема была настолько серьёзной, что ордер на его арест дошёл до Интерпола, однако в итоге конфликт был урегулирован. За новый клуб Габриэль провёл 7 матчей во всех турнирах, не сумев отметиться забитыми мячами.
В 2017 году переехал в клуб аргентинской Примеры B «Нуэва Чикаго». Авалос забил за этот клуб 6 голов в 22 матчах и привлёк своими выступлениями внимание клуба чемпионата Аргентины «Годой-Крус», игроком которого он стал в следующем сезоне. В этой команде парагваец не сумел выиграть конкуренцию за место в стартовом составе у основного нападающего Сантьяго Гарсии и выходил в основном на замену, отличившись забитыми мячами 2 раза в 10 матчах. В начале 2019 года на правах аренды на полтора года присоединился к клубу «Патронато». 27 января дебютировал за новую команду в матче против «Ривер Плейта» (3:1) и принёс ей победу, впервые в карьере отметившись хет-триком. 29 июля 2020 года перешёл в клуб «Архентинос Хуниорс», подписав контракт до конца 2021 года.

## Карьера в сборной
3 июня 2021 года Авалос дебютировал в составе национальной сборной Парагвая в матче отборочного турнира чемпионата мира 2022 года, выйдя на поле на замену в концовке матча против Уругвая (0:0).
В том же месяце он был вызван на Кубок Америки 2021 года. 14 июня дебютировал на турнире в первом туре группового этапа против Боливии (3:1), отметившись голевой передачей на Анхеля Ромеро. После этого выходил в стартовом составе в матчах группового этапа против Аргентины (0:1) и Уругвая (0:1). 2 июля в четвертьфинале против Перу (3:3) вышел на замену на 83-й минуте и забил свой первый гол за сборную, сравняв счёт в матче, однако сборная Парагвая уступила в серии пенальти и покинула турнир.

## Статистика в сборной
| Матчи и голы Авалоса за сборную Парагвая | Матчи и голы Авалоса за сборную Парагвая | Матчи и голы Авалоса за сборную Парагвая | Матчи и голы Авалоса за сборную Парагвая | Матчи и голы Авалоса за сборную Парагвая | Матчи и голы Авалоса за сборную Парагвая |
| №                                        | Дата                                     | Соперник                                 | Счёт                                     | Голы                                     | Соревнование                             |
| ---------------------------------------- | ---------------------------------------- | ---------------------------------------- | ---------------------------------------- | ---------------------------------------- | ---------------------------------------- |
| 1                                        | 3 июня 2021                              | Уругвай                                  | 0:0                                      | —                                        | Отбор на ЧМ-2022                         |
| 2                                        | 8 июня 2021                              | Бразилия                                 | 0:2                                      | —                                        | Отбор на ЧМ-2022                         |
| 3                                        | 14 июня 2021                             | Боливия                                  | 3:1                                      | —                                        | Кубок Америки 2021                       |
| 4                                        | 21 июня 2021                             | Аргентина                                | 0:1                                      | —                                        | Кубок Америки 2021                       |
| 5                                        | 28 июня 2021                             | Уругвай                                  | 0:1                                      | —                                        | Кубок Америки 2021                       |
| 6                                        | 2 июля 2021                              | Перу                                     | 3:3                                      | 1                                        | Кубок Америки 2021                       |
| 7                                        | 2 июня 2022                              | Япония                                   | 1:4                                      | —                                        | Товарищеский матч                        |

Итого: 7 матчей / 1 гол; 1 победа, 2 ничьих, 4 поражения.